# Mar de Galilea
El mar de Galilea, también llamado lago de Tiberíades, lago de Genesaret y lago de Kineret (en hebreo: כִּנֶּרֶת, Kinéret‎, del hebreo «kinor» (kinnor) debido a su forma de arpa primitiva o lira; en árabe: بحيرة طبريا, Buhayrat Tibiriyā‎), es un lago de agua dulce de Asia occidental, situado en la región del Oriente Próximo, y perteneciente a Israel, incluida una estrecha franja costera de 10 metros de anchura en su costa nororiental.
En la orilla ponentina se sitúa la ciudad de Tiberíades, construida por Herodes Antipas en honor al emperador romano Tiberio.

## Origen
Su origen es tectónico, asociado al complejo del Gran Valle del Rift africano, de 21 kilómetros de longitud norte-sur y 12 de longitud este-oeste; con una profundidad máxima de 48 metros y una altitud de 212 metros bajo el nivel del mar, lo que convierte al lago de Tiberíades en el lago de agua dulce situado a menor altitud del mundo. Su punto de mayor profundidad se halla a 260 m b.n.m., en tanto que su perímetro es de 53 km y su superficie tiene una extensión de 166 km².

## Hidrografía

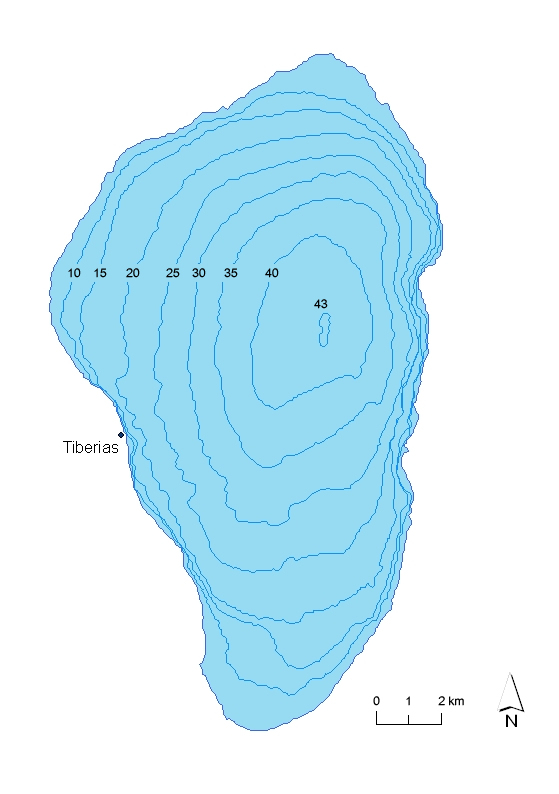
Batimetría del lago.

Aparte de muchos otros manantiales, su mayor aporte hídrico procede de las aguas del río Jordán, que desemboca en su margen septentrional, y el cual desagua del lago cerca de su extremo meridional. Las ciudades más notables situadas a sus orillas son: Tiberíades y Ein Guev. El lago de Tiberíades alimenta al Acueducto Nacional de Israel, inaugurado en 1964. Su construcción ha permitido el abastecimiento de agua dulce a las ciudades, así como la irrigación agrícola hasta el desierto del Néguev, al sur del país. Provee cerca de un 30 % del agua potable para riego y consumo de Israel.

## Relevancia religiosa
Esta masa de agua es importante para los cristianos, ya que los Evangelios presentan a  Jesús desarrollando buena parte de su actividad pública en torno a ella, fijando su residencia en la ciudad ribereña de Cafarnaúm, ubicada en su orilla septentrional. El lago se menciona en la Biblia desde la época de los reyes de Israel.

## Polémica con Siria
El trazado de la frontera entre Israel y Siria en la región y el acceso a las aguas del mar de Galilea son motivo de conflicto entre ambos países desde los años 1920. Israel reclama las fronteras definidas en 1923 por Francia y el Reino Unido, potencias mandatarias de la región en aquella época, mientras que el Gobierno sirio reclama una retirada del ejército israelí hasta sus posiciones de antes de la guerra de los Seis Días de junio de 1967, que le garantizaban acceso a parte de la ribera oriental del lago.